# ジネズミ
ジネズミ（地鼠、学名：Crocidura dsinezumi）は、哺乳綱真無盲腸目トガリネズミ科ジネズミ属に分類される小型の哺乳類である。標準和名はニホンジネズミ。

## 分布
北海道、本州、四国、九州、佐渡島、隠岐諸島、伊豆諸島（利島、新島、式根島）、五島列島、大隅諸島（種子島、屋久島、口永良部島）、トカラ列島（口之島、中之島）に分布する日本固有種である。北海道のものは東北地方から移入された国内外来種とされるが、一部の個体は自然分布の可能性も考えられる。国外では大韓民国の済州島に移入分布する。

## 形態
「ネズミ」の名前がついているが、モグラの仲間である。モグラの仲間であるが、地中で生活せずに地上で生活するので、発達した前足などは持っておらず、外見はネズミに近い。
日本のジネズミ類の中では大きい方であり、生息地によって体長の変異が大きい。本州以南では一般に南方へいくほど大型になる。成体の頭胴長は61-84mm、尾長は39-60mm、体重5-12.5g程度になる。とがった鼻を持ち、体毛の色は背面が暗赤褐色か暗褐色で、腹面は淡色または淡い灰褐色をしている。尾は、基部が太く先に向かって細くなる。尾には、全面を覆う短い毛があり、基部にまばらな長い毛がある。

## 生態
水辺や森林をはじめ、河畔や農耕地周辺のしげみ、人家周辺などにもに生息する。小型昆虫、クモ類や土壌動物を捕食する。 寿命は1年ほどとされている。
雌は春から秋にかけて、3頭前後の子供を産む。子供を産む巣は草地や地上のくぼみなどにつくることが多く、時には家屋の内部につくることもある。繁殖期になると、雄は強いにおいを出す。 
危険を感じたときなど、親子で移動する時は一列になり、先頭の幼体が親の尾をくわえ、それに続く後ろの幼体がそれぞれの尾をくわえて鎖のようにつながって移動することがある。この様子は「キャラバン」と呼ばれている。
天敵は、ネコ（イエネコを含む）などの食肉目の哺乳類やモズなどの鳥類、ヘビなどの爬虫類である。ネコを飼っている家ではネコが捕まえて持ち帰ることもある。

## 亜種
生息地によって以下の亜種に分類されている。
ただし、同一地点に生息するものであっても、年齢によって頭胴長や頭骨全長などの変異が大きいため亜種としての分類が難しく、以下の分類は便宜上のものである。
- サイゴクジネズミ C. d. dsinezumi 【本州等】
- ホンシュウジネズミ C. d. chisai 【本州等】
- タネジネズミ C. d. intermedia 【種子島】
- オキノシマジネズミ C. d. okinoshimae 【沖ノ島】
- ヤク（シマ）ジネズミ C. d. umbrina 【屋久島】